# Vriesea fontourae
Vriesea fontourae är en gräsväxtart som beskrevs av Bruno Rezende Silva. Vriesea fontourae ingår i släktet Vriesea och familjen Bromeliaceae. Inga underarter finns listade i Catalogue of Life.